# Canadian Hot 100
Canadian Hot 100 är en singelpopularitetslista som utges veckovis av Billboard och som rangordnar låtar i Kanada. Listan hade premiär i Billboard-utgåvan 16 juni 2007 och gjordes tillgänglig för första gången via deras onlineservice 7 juni 2007.
Canadian Hot 100 liknar Billboards USA-baserade Hot 100 i och med att den kombinerar försäljning från digital nedladdning, som mäts av Nielsen SoundScan, och spelningar på kanadensiska radiostationer som mäts av Nielsen Broadcast Data System. Kanadas radiospelningslista är resultatet av övervakning av mer än 100 radiostationer som representerar rock, county, adult contemporary och Top 40. Som de traditionellt har gjort innan lansering av nya listor har Billboard satt ihop opublicerade "testlistor" innan premiären (dessa rangordningar visas i den första listans kolumner "förra veckan" och "två veckor sen"). Internetversionen av listan har kanadensiska flaggikoner bredvid låtar som kvalificeras som kanadensisk innehåll.
Billboards listchef Geoff Mayfield tillkännagav premiären av listan och förklarade "den nya Billboard Canadian Hot 100 kommer att stå som den definitiva mätningen av Kanadas mest populära låtar. Den fortsätter vår tidnings långt stående tradition av att använda de mest lättförstådda resurserna för att ge världen de mest auktoritativa musiklistorna."
Denna lansering var första gången som Billboard skapade en Hot 100-listan för ett land utanför USA. Den första låten på en förstaplacering var "Umbrella" av Rihanna feat. Jay-Z.